# Aeroportul Fair Isle
Aeroportul Fair Isle (IATA: FIE, ICAO: EGEF) este un aeroport din Shetland, Scoția, Regatul Unit.
Situat la o altitudine de 72 m, aeroportul dispune de 1 pistă.

## Infrastructură

### Piste
Aeroportul dispune de o singură pistă. Pista 06/24 are suprafața de pietriș și dimensiunile 537 m × 22 m. 